# Kokologho
Cet article concerne le village chef-lieu. Pour le département et la commune rurale, voir Kokologho (département).
Kokologho (parfois orthographié Kokologo) est un village du département et la commune rurale de Kokologho, dont il est le chef-lieu, situé dans la province du Boulkiemdé et la région Centre-Ouest au Burkina Faso.

## Géographie

### Démographie
- En 2003 le village comptait 9 704 habitants estimés[3].
- En 2006 le village comptait 14 194 habitants recensés[1].

## Transports
Kokologo est traversé par la route nationale 1 reliant Ouagadougou à Bobo-Dioulasso.

## Santé et éducation
Kokologo accueille un centre de santé et de promotion sociale (CSPS).
La ville possède sept écoles primaires publiques et le lycée départemental.